# Afromevesia scopatus
Afromevesia scopatus är en stekelart som först beskrevs av Heinrich 1968.  Afromevesia scopatus ingår i släktet Afromevesia och familjen brokparasitsteklar. Inga underarter finns listade i Catalogue of Life.